# Arduino da Baiso

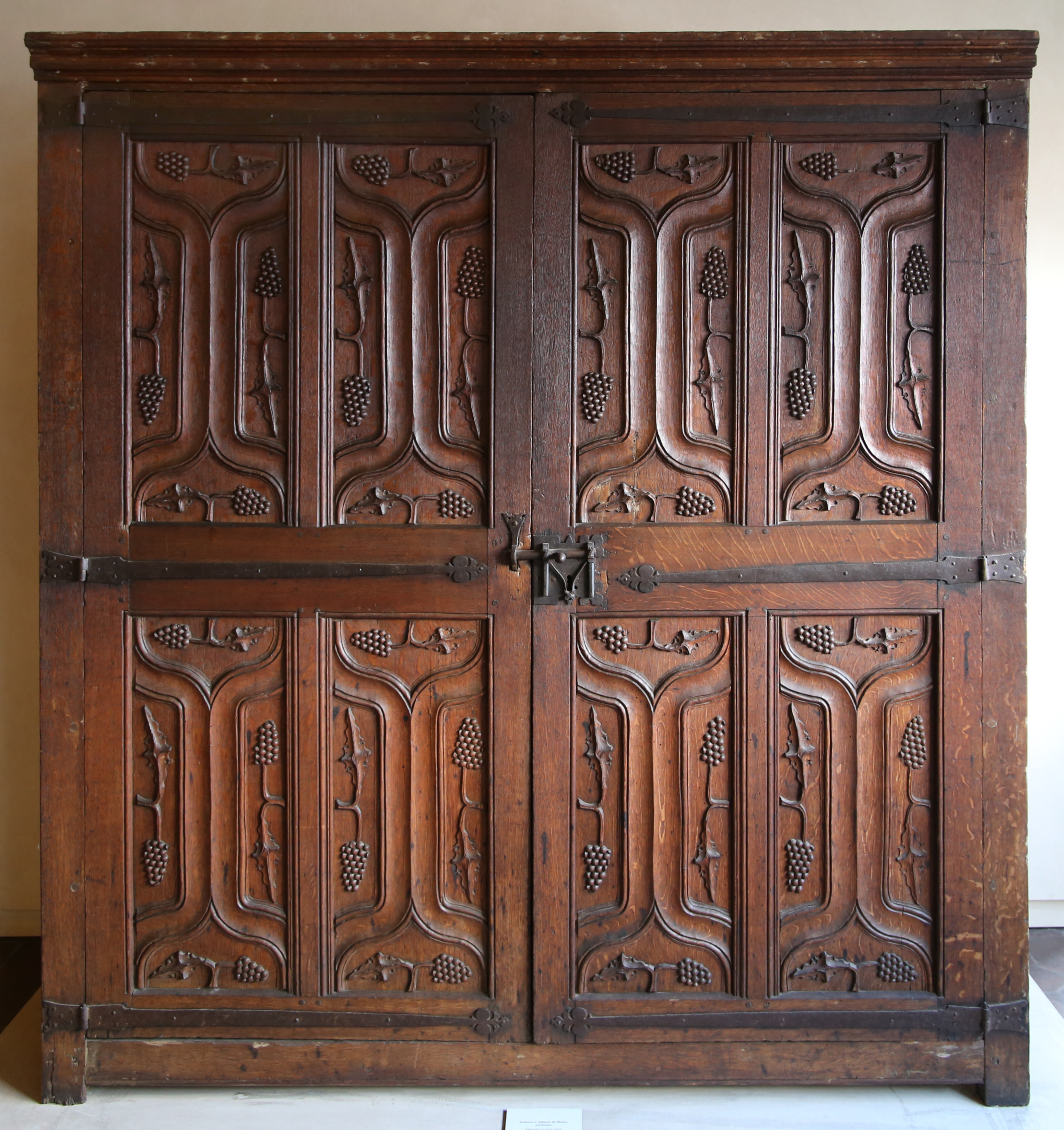
Holzschrank für Paolo Guinigi im Museo Nazionale di Villa Guinigi, 1413/14

Arduino da Baiso (* um 1385 in Modena; † 1454 ebenda) war ein italienischer Holzschnitzer, der zu seiner Zeit als bedeutender Künstler seines Faches in Norditalien galt.

## Leben und Wirken
Arduino da Baiso wurde als Sohn des Holzschnitzers Tommasino da Baiso geboren, sein Bruder war der Holzschnitzer Alberto da Baiso.
Viele seiner Aufträge sind nur durch archivalische Quellen bekannt. 1406 schuf er das Lesepult für den Chor des Domes von Ferrara, 1413/14 fertigte er einen intarsierten Schrank für Paolo Guinigi, Signore von Lucca, von 1415 bis 1417 half er seinem Vater, das Kreuz für das Lesepult des Domes von Bologna zu verfertigen; 1425 wurde er nach Bologna gerufen, um die Arbeiten von Jacopo della Quercia in San Petronio zu begutachten. Von 1428 bis 1431 vollendete er in Ferrara zusammen mit seinem Bruder das Chorgestühl von San Francesco, dass sein Vater begonnen hatte. 1434/35 arbeitete er an einem Studio für Lionello d’Este in Ferrara. Bis 1440 war er in Mantua tätig, dann wieder in Ferrara als Nachfolger von Agostino delle Nevole. 1441 war er für das Kloster Belfiore tätig. 1442 bis 1445 arbeitete er an reich intarsierten Schränken für den bischöflichen Palast in Ferrara, 1448 an kleinen Portalen ebendort, 1447 war er mit der Ausstattung eines Studios für Lionello d’Este in der Delizia di Belriguardo beauftragt, 1448/49 mit der Ausstattung eines Studio in der Delizia di Belfiore. 1450 arbeitete er mit seinem Bruder an Figuren des Petrus und Paulus für den Portalgiebel der Sakristei des bischöflichen Palast in Ferrara. 1454 wird er für ein weiteres Studio in Ferrara bezahlt.
Er hatte fünf Kinder: Giovanni, Cesare, Costanza und Alberto. Von diesen ist auch Cesare als Holzschnitzer nachweisbar.